# Wig Wam
Wig Wam är ett glamrocksband från Halden i Norge, bildat 2001. Wig Wam tävlade för Norge i Eurovision Song Contest 2005 med låten "In My Dreams" och slutade på en delad 9:e plats tillsammans med Danmark.
Bandet upplöstes 2014. År 2019 blev det officiellt att Wig Wam återförenas.

## Medlemmar
Ordinarie medlemmar
- Trond Holter ("Teeny") – gitarr
- Åge Sten Nilsen ("Glam") – sång
- Øystein Andersen ("Sporty") – trummor
- Bernt Jansen ("Flash") – basgitarr

Livemedlemmar
- Lasse Finbråten — keyboard

## Diskografi
Studioalbum
- 2004 – 667... The Neighbour of the Beast
- 2006 – Wig Wamania
- 2010 – Non Stop Rock'n'Roll
- 2012 – Wall Street
- 2021 – Never Say Die
- 2023 – Out of the Dark

Livealbum
- 2007 – Live in Tokyo

EP
- 2005 – In My Dreams

Singlar
- 2004 – "Crazy Things"
- 2004 – "I Turn to You"
- 2005 – "Hard to Be a Rock'n Roller"
- 2005 – "In My Dreams"
- 2005 – "Bless the Night"
- 2005 – "It's Hard to Be a Nissemann"
- 2006 – "Gonna Get You Someday"
- 2006 – "Daredevil Heat"
- 2006 – "At the End of the Day"
- 2006 – "Bygone Zone"
- 2010 – "Do Ya Wanna Taste It"
- 2012 – "Wall Street"
- 2012 – "The Bigger the Better"
- 2020 – "Never Say Die"
- 2020 – "Kilimanjaro"
- 2022 – "Out of the Dark"